# Jefferson (New Hampshire)
Pour les articles homonymes, voir Jefferson.
Jefferson est une ville du comté de Coös dans le New Hampshire, aux États-Unis.

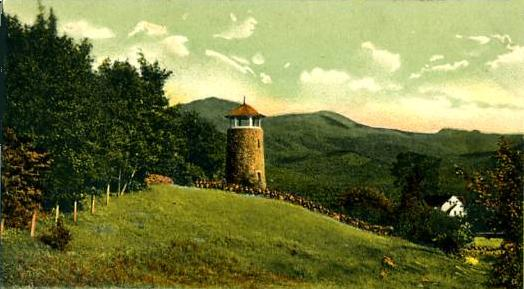
Tour Carter en 1906